# کوموش
شهرک کوموش (به اویغوری: كۈمۈش بازىرى‎)(به چینی: 库米什镇، به پین‌یین:‌ Kùmǐshí Zhèn) یک شهرک در جمهوری خلق چین است که در شهرستان توقسون واقع شده است. کوموش ۸۱۲ کیلومتر مربع مساحت و ۱٬۳۸۹ نفر جمعیت دارد.